# V358 Андромеды
V358 Андромеды (лат. V358 Andromedae) — двойная звезда в созвездии Андромеды на расстоянии приблизительно 1969 световых лет (около 604 парсеков) от Солнца. Видимая звёздная величина звезды — от +8,36m до +8,22m.

## Характеристики
Первый компонент — красный гигант, пульсирующая медленная неправильная переменная звезда (LB:) спектрального класса M2. Масса — около 1,226 солнечной, радиус — около 158,613 солнечных, светимость — около 1228,857 солнечных. Эффективная температура — около 3305 K.
Второй компонент — коричневый карлик. Масса — около 43,16 юпитерианских. Удалён на 1,601 а.е..